# Michael Bidwill

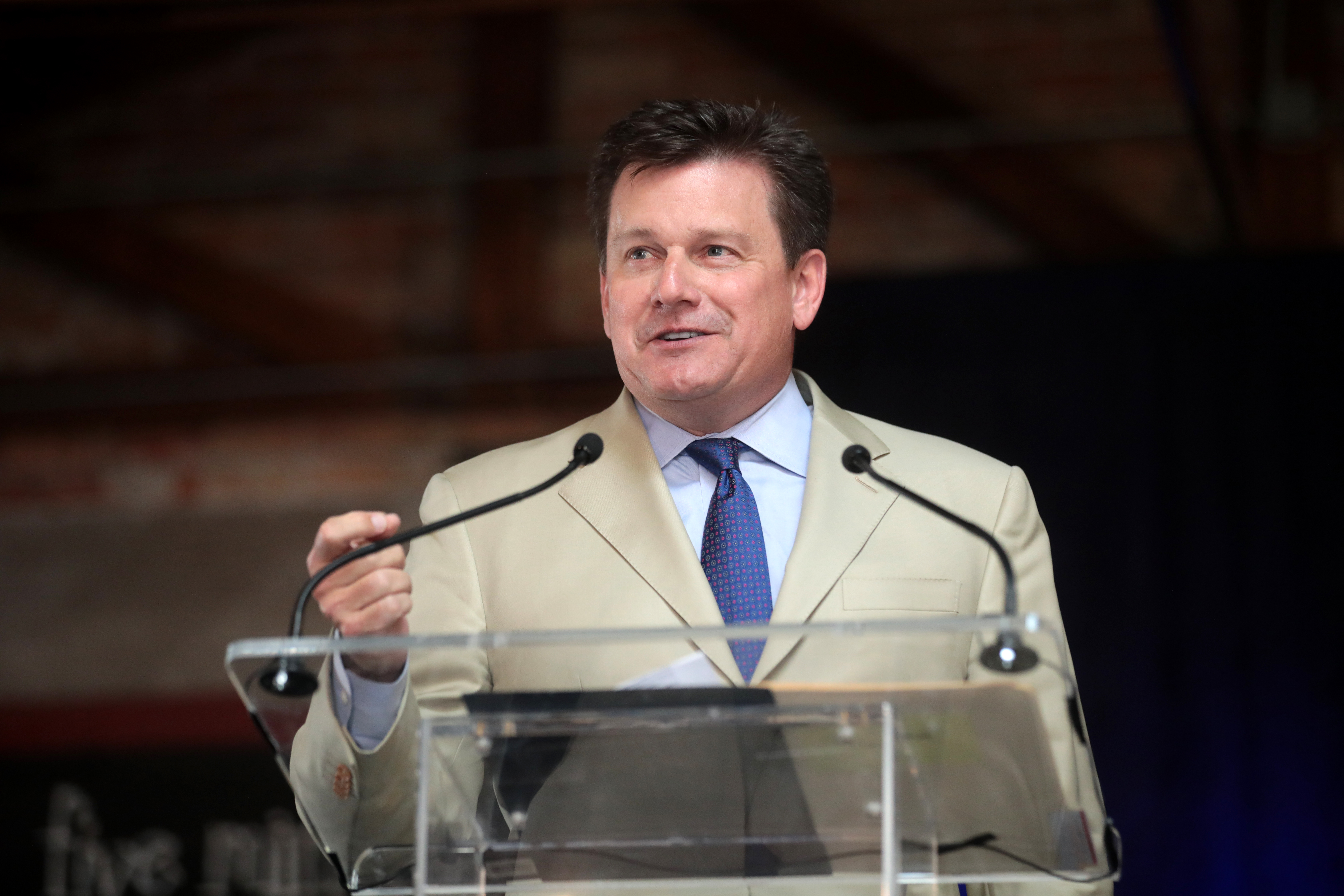
Michael Bidwill 2019

Michael Bidwill (geboren am 6. Dezember 1964 in St. Louis) ist ein amerikanischer Unternehmer. Seit dem Tod seines Vaters Bill Bidwill am 2. Oktober 2019 ist er Chairman und Eigner der NFL-Franchise Arizona Cardinals.

## Leben
Michael Bidwill ist das zweitälteste der fünf Kinder von William Bidwill und seiner Frau Nancy. Er besuchte die Georgetown Prep und erlangte später an der Saint Louis University einen Bachelor of Science in Finanzwissenschaften. Anschließend studierte er an der  Rechtsfakultät der Catholic University und erlangte dort 1990 seinen Master.
Ab 1990 arbeitete er als Staatsanwalt in Arizona. Während dieser Zeit arbeitete er in der Abteilung für Gewaltkriminalität in den Indianerreservaten von Arizona. Im Frühjahr 1996 wechselte er ins Wahlkampfteam von Bob Dole.
Im November 1996 wurde er zum Vizepräsident und Rechtsberater der Football-Franchise seines Vaters Arizona Cardinals berufen. 2007 wurde er Präsident und unterstützte damit seinen Vater bei der Führung des Teams. In der Folge kam es zu einer Neuausrichtung des Teams. Außerdem war er die treibende Kraft zum Bau des State Farm Stadium, als Heimstadion der Cardinals.
Nach dem Tod seines Vaters wurde er Nachlassverwalter und Chairman des Franchise.
Neben seiner Tätigkeit für die Arizona Cardinals ist er in der Wirtschaftsentwicklung der Region Phoenix aktiv. Er ist unter anderem seit 2018 Chairman der Greater Phoenix Leadership, einer Vereinigung von führenden Unternehmern und Politiker. Von 2008 bis 2010 war er Chairman des Wirtschaftsrates von Phoenix und ist einer der Mitglieder des Leitungsgremiums der Wirtschaftskammer von Arizona.
Im Juli 2018 unterstützte er die Kampagne zur Wahl von Brett Kavanaugh, eines früheren Klassenkameraden, in den obersten Gerichtshof. Dies war insofern umstritten, da er dafür die Website und die Social-Media-Kanäle der Franchise nutzte.
Im Juli 2020 erkrankte er an Covid-19 und war kurzzeitig zur Behandlung im Krankenhaus.